# Heike Baryga
Heike Baryga (* 1966) ist eine deutsche Übersetzerin.

## Leben
Heike Baryga wuchs in den Niederlanden auf. Sie arbeitete als Buchhändlerin und absolvierte ein Studium der Niederlandistik, Germanistik und Kunstgeschichte an den Universitäten in Trier, Köln, Bonn und Leuven, das sie mit dem Magistergrad abschloss. Baryga war für verschiedene namhafte deutsche Verlage tätig. Seit 2003 arbeitet sie als freie Übersetzerin, Verlagslektorin und Gutachterin. Heike Baryga übersetzt Belletristik und Sachbücher aus dem Niederländischen ins Deutsche. Sie lebt in Frankfurt am Main. 

## Übersetzungen
- Marja Beerens: 100 % Valencia, Berlin 2014 (übersetzt zusammen mit Sabine Borchert)
- Hella S. Haasse: Transit, Frankfurt am Main 1996
- Kristien Hemmerechts: Trümmer, Aachen 1993
- Daniëlle Hermans: Das Tulpenvirus, München [u. a.] 2009 (übersetzt zusammen mit Stefanie Schäfer)
- Bregje Hofstede: "Himmel über Paris", München 2015
- Niels 't Hooft: Toiletten, Leipzig 2004
- Herman Koch: Angerichtet, Köln 2010
- Rachida Lamrabet: Frauenland, München 2010
- Rachida Lamrabet: Über die Liebe und den Hass, München 2012
- Nausicaa Marbe: "Schmiergeld", Köln 2016
- Margriet de Moor: Erst grau dann weiß dann blau, München [u. a.] 1993
- Chaja Polak: Sommersonate, München [u. a.] 2000
- Paul Scheffer: Die Eingewanderten. Toleranz in einer grenzenlosen Welt. Mit einer Einleitung zur Neuausgabe. München : Hanser, 2008, 2016 (übersetzt zusammen mit Gregor Seferens, Andreas Ecke und Gerd Busse)
- Mineke Schipper: Heirate nie eine Frau mit großen Füßen, Frankfurt am Main 2007 (übersetzt zusammen mit Stefanie Schäfer)
- Simone Smit: 100 % Hamburg, Berlin 2014 (übersetzt zusammen mit Ulrike Sawicki)
- Manon Spierenburg: Soap-Fabrik, Stuttgart 2006
- Annelies Verbeke: Schlaf!, Leipzig 2005
- Huub Stevens: Niemals aufgeben, Göttingen 2017
- Michael Bijnens: Cinderella, Zürich 2017